# Moloch Tropical

Moloch Tropical est un téléfilm français réalisé par Raoul Peck, diffusé le 10 septembre 2010 sur Arte.

## Synopsis
« Moloch Tropical » raconte les dernières vingt-quatre heures d’un homme de pouvoir avant sa chute. Dans le huis clos d’un palais-forteresse niché au sommet d’une montagne, le « Président » haïtien, entouré de ses proches collaborateurs, se prépare pour une soirée de gala commémoratif, où seront présents dignitaires et chefs d’état étrangers. Mais ce jour-là, loin de la ville, des barricades s’élèvent. La situation va déraper dans une folie burlesque, tragique et loufoque...

## Fiche technique
- Réalisateur : Raoul Peck
- Scénario : Raoul Peck et Jean-René Lemoine
- Photographie : Eric Guichard
- Musique : Alexeï Aïgui
- Date de diffusion : 10 septembre 2010 sur Arte
- Durée : 107 minutes.

## Distribution
- Zinedine Soualem : Jean de Dieu Théogène, le président
- Sonia Rolland : Michaëlle
- Mireille Métellus : Rachel Corvington
- Nicole Dogué : Anne Labuche
- Gessica Généus : Odette Vilbrun
- Oris Erhuero : John Baker
- Tasha Homan : Sharon Temple
- Elli Medeiros : la chanteuse